# 国際秘密警察 絶体絶命
『国際秘密警察 絶体絶命』（こくさいひみつけいさつ ぜったいぜつめい）は、谷口千吉監督による1967年の日本のスパイ映画。国際秘密警察シリーズの第5作。都筑道夫による1959年の小説『絶望的な状況』に基づいている。
アメリカの俳優ニック・アダムスは、本作品が『フランケンシュタイン対地底怪獣』『怪獣大戦争』に続く3本目の日本映画出演であった。

## ストーリー
ブッダバル国首相の暗殺計画を調査していた国際秘密警察員・島田が香港で謎の死を遂げた。北見は、国際秘密警察本部から派遣されてきたジョンと共に、来日するブッダバル国首相を守るべく、捜査を開始。そして、何者からか首相暗殺を請け負った国際的暗殺集団ZZZのプロフェッショナル・ハヤタやアヤコらも香港から来日し、様々な手で次々と首相や北見・ジョンらに襲い掛かる。

## キャスト
- 北見次郎：三橋達也[1]
- ジョン・カーター ：ニック・アダムス[1] (声：矢島正明)
- ケン・ハヤタ：佐藤允[1]
- 女の子：水野久美[1]
- トルコ帽の男：平田昭彦[1]
- ルベーサ将軍：土屋嘉男[1]
- アヤコ（ZZZ）：真理アンヌ
- ZZZ香港支部長：中村哲
- ブッダバル国首相：田崎潤
- 国際秘密警察日本支部所長：北竜二
- 島田（国際秘密警察員）：堺左千夫
- 殺し屋（ZZZ）：河上一夫、大木正司、天本英世
- ライフルの男：長谷川龍男
- イベントの役者：西川キヨシ、横山ヤスシ
- ギャングの役者 : 牧野児郎[1]
- 神谷麻子[1]
- 舞妓 : 竹野マリ[1]
- 水木達夫[1]
- 尾小山安治[1]
- 三沢弥太郎[1]
- 筒井浩二[1]
- 大田康人
- 宮岡敏夫[1]

### ノンクレジット（キャスト）
- 内山みどり[要出典]
- 坪野鎌之[要出典]
- 中野トシ子[要出典]
- オスマン・ユセフ[要出典]
- エンベル・アルテンバイ[要出典]

## スタッフ
- 製作：田中友幸[1]
- 原作：都筑道夫[1]
- 脚本：関沢新一[1]
- 撮影：斎藤孝雄[1]
- 美術：植田寛[1]
- 録音：西川善男[1]
- 照明：下村一夫[1]
- 擬斗：久世竜
- 音楽：別宮貞雄[1]
- 監督助手：高野昭二[1]、津島平吉[1]
- 編集 : 黒岩義民[1]
- 現像：東洋現像所[1]
- 製作担当者：堤博康[1]
- 監督 : 谷口千吉[1]

### ノンクレジット（スタッフ）
- スチール : 池上恭介[要出典][1]